# Damier boréal
Euphydryas iduna
Espèce
Le Damier boréal (Euphydryas iduna) est une espèce de lépidoptères (papillons) appartenant à la famille des Nymphalidae, à la sous-famille des Nymphalinae et au genre Euphydryas.

## Dénomination
Euphydryas iduna Johan Wilhelm Dalman en 1816.
Synonyme : Melitaea iduna (Dalman, 1816).

### Noms vernaculaires
Le Damier Boréal se nomme en anglais Lapland Fritillary.

### Sous-espèces
- Euphydryas iduna iduna
- Euphydryas iduna alferakyi Korshunov, 1996
- Euphydryas iduna inexpectata (Sheljuzhko, 1934)
- Euphydryas iduna sajana Higgins, 1950
- Euphydryas iduna semenovi Korshunov et Ivonin, 1996[1].

## Description
C'est un petit papillon orange, marron et blanc en damiers séparés par les nervures et organisés en lignes de damiers orange et de damiers blancs.
Le revers est orange orné de lignes de damiers clairs et de lignes de taches rondes blanches centrées d'un point noir.

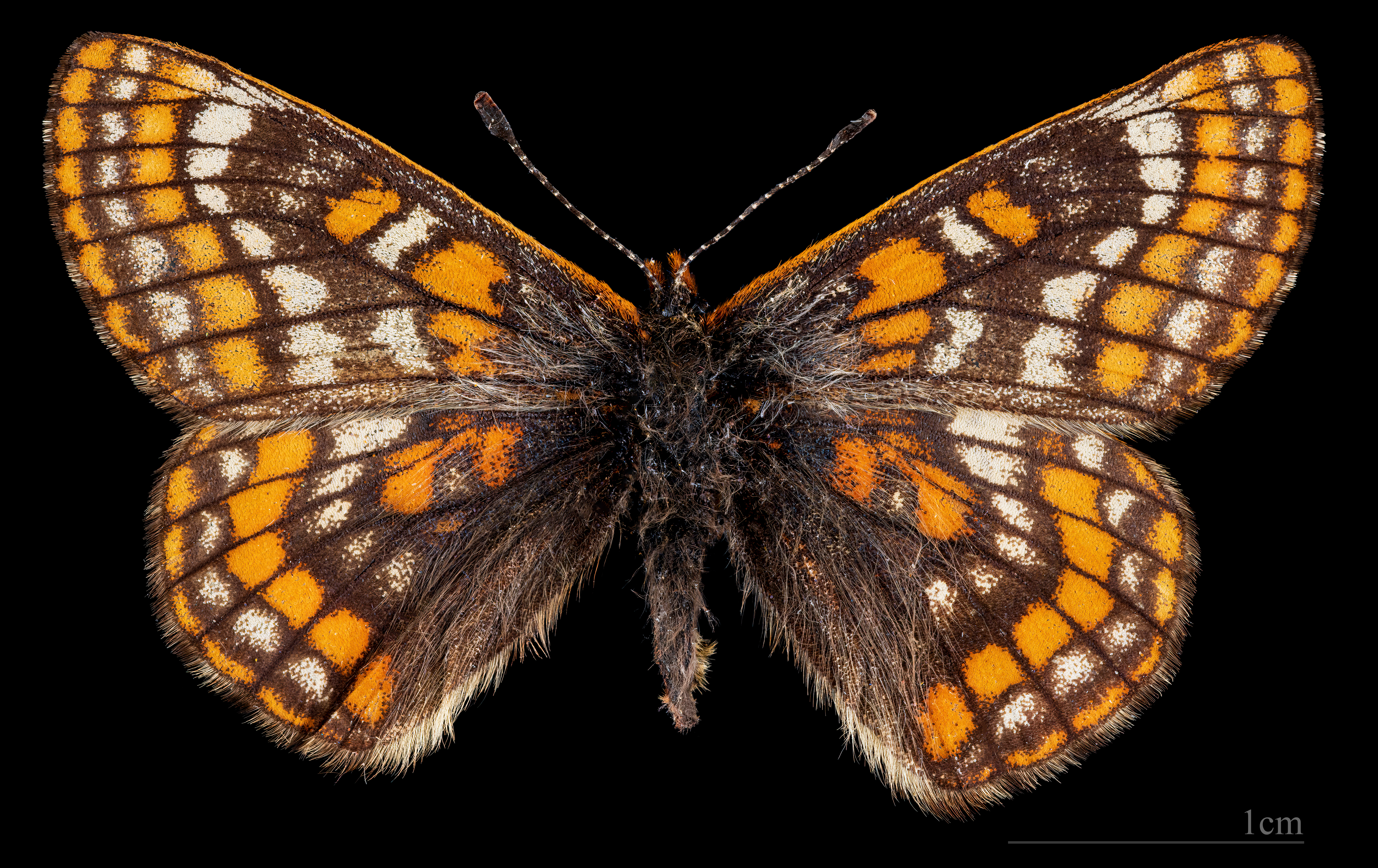
Euphydryas iduna  ♀  MHNT
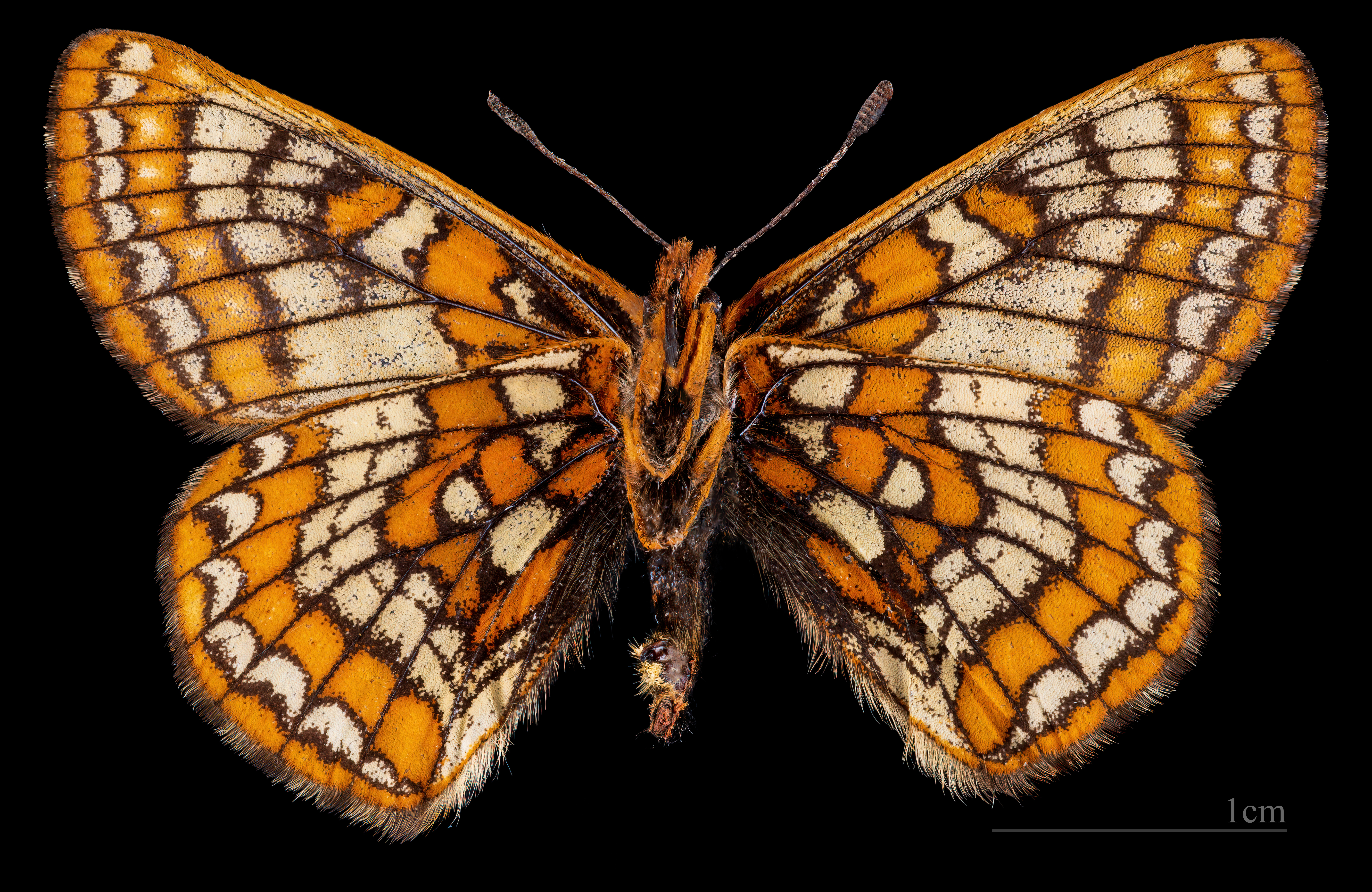
Euphydryas iduna  ♀ △ MHNT

## Biologie

### Période de vol et hivernation
Il hiverne à l'état de jeune chenille en groupe.
Il vole en une seule génération de fin juin à fin juillet.

### Plantes hôtes
Les plantes hôtes des chenilles sont Veronica alpina (Véronique des Alpes), Veronica fruticans, Vaccinium myrtillus (Myrtille commune) et des Plantago,.

## Écologie et distribution
Il est présent en Europe et Asie arctiques et en altitude dans les monts Altaï au 50°N de 1 800 à 2 700 mètres et Ararat au 40°N à 4 000 mètres,.

### Biotope
Il affectionne les landes et les tourbières.

### Protection
Pas de statut de protection particulier.